# 萬延元年的足球
《萬延元年的足球》是日本小說家大江健三郎的長篇小說。該作品自1967年1月號至7月號於《群像》上連載，並於同年9月由講談社出版。目前該書已由講談社文藝文庫再版，並榮獲第三屆谷崎潤一郎獎。
其標題「萬延元年」被視為日本近代史轉折意義的年份，當年的櫻田門外之變導致年號從安政改為萬延。此年還是勝海舟等人前往美國的年份，標誌著日本現代化的開始。大江本人解釋道，小說涉及兩個象徵性年份——「1860年」和百年後的「1960年」。1974年，《萬延元年的足球》以「The Silent Cry」（無聲的吶喊）為題出版英譯本，1985年由伽利玛出版社以「Le Jeu du siècle」作為法譯版出版。1994年，大江因該作品獲得諾貝爾文學獎，且該書被列為其代表作之一。

## 劇情大綱
根所蜜三郎與其妻菜採子的孩子患有嚴重的顱骨疾病，並被安置在養育設施中照顧。加上蜜三郎唯一的親近朋友以異常方式自縊身亡。導致蜜三郎過著自閉的生活，菜採子終日借酒消愁，兩人的婚姻關係日漸冷淡。
蜜三郎的弟弟鷹四曾參與1960年安保斗争的學生運動，並在反對《美日安保條約》受挫後前往美國，經過一段流浪的日子後返回日本。他提出邀請蜜三郎放棄東京的一切，與他一同前往愛媛縣四國開始新生活。菜採子也同意前往四國的提議，他們與兩名年輕信徒星男和桃子前往家鄉谷間大窪村。然而，鷹四背後有更深層的目的。他計劃將家族的倉屋敷出售給一位名為「超市天皇」的在日朝鮮人白淳基，這位實業家計劃將倉屋敷移到東京並開設地方料理餐廳。但更重要的是，鷹四渴望了解家族歷史中的一段過去：他曾祖父的弟弟曾領導萬延元年的農民起義，傳說他在起義失敗後逃亡，並且在死後成為村中的神靈之一。倉屋敷在起義期間並未被燒毀，據說是作為庄屋的曾祖父在倉屋中立足並用槍抵抗敵軍所保護的。至於弟弟的下落，至今眾說紛紜。鷹四認為曾祖父的弟弟是被誤解的英雄，並試圖與這位先祖的精神融為一體。而蜜三郎則認為曾祖父幫助了弟弟逃亡。
根所兄弟的大哥S兄在太平洋戰爭擔任預科練回來後，在戰後，在村莊附近的一個隔都朝鮮人定居點遭受襲擊而喪命。而兄弟們的妹妹因患有智力障礙，在父母過世後被舅舅收養，但最終自殺。對S兄最後的下場，兄弟各自的記憶卻存在著無法彌合的裂痕，當時還是幼兒的鷹四，隱約記得S兄在朝鮮人部落襲擊時英勇的模樣，但蜜三郎指出，S兄是為了調和事件中的死者數目，由日方交出並殺害的犧牲品。
大窪村的經濟深受「超市天皇」經營的超級市場的影響。鑑於超市的商品種類繁多且價格低廉，令當地的小商店逐漸被取代甚至負債。在超市的資本支持下，村裡的青年開始經營養雞場或從事農耕，並從中獲得收益。但隨著寒冬的來臨，雞群全數死亡，當地青年陷入困境。鷹四與他們進行商討，並逐漸取得村人的信任。為了訓練並引導青年，鷹四決定組建一支足球隊。實際上，鷹四的真正目的是挑起一場起義，激發民眾對超市經濟統治的反感以及對朝鮮人的民族偏見，藉此發起反抗。在這段過程中，菜採子與孤閉的蜜三郎漸行漸遠，轉而與活躍的鷹四以及他的足球隊員們互動，鷹四將自己比作為曾祖父的弟弟，並在妄想中試圖再現「萬延元年的起義」。同時與菜採子發生了性關係，最終，菜採子懷上了鷹四的孩子。
正月前後，一場大雪封鎖大窪村的通信與交通。以足球隊為中心，整個村莊爆發了「現代暴動」，試圖對抗象徵「資本主義」的超市天皇。這場暴動在傳承中的御靈信仰與念佛舞蹈的影響下，村民開始搶劫超市並將貨物分發給民眾，蜜三郎於自己的清醒，拒絕遵守他認為的集體瘋狂，並無助地目睹了這一切。隨著時間的推移，村民對暴動的熱情逐漸消退，最終導致一名少女被殺。鷹四聲稱自己在試圖強姦該少女時意外將其殺害。他因此被追隨者拋棄，隨後等待村民來對他進行私刑或將其逮捕。
蜜三郎不相信鷹四的說辭，他作證稱鷹四是利用少女的意外死亡來設計自己暴力死亡的戲碼。鷹四則向三三郎坦白，他曾對智力障礙的妹妹犯下亂倫。從而導致妹妹選擇了自盡。最終，鷹四在感受到蜜三郎對他即將被殺的「信仰」的蔑視後，留下了一句話：「我已經說出了真相」，隨後用槍自盡。
幾週後，當村子恢復平靜時，「超市天皇」來到村莊準備開始拆遷倉屋。此前發生的搶劫事件未被追究，拆除過程中，蜜三郎在祖屋的地下室發現一個倉庫，揭示曾祖父的弟弟並非逃亡，而是選擇自我幽禁在地下倉庫中長達三十年，期間與兄長通過書信往來，甚至對自己起義的失敗進行了反思。1871年，有一位神秘領袖領導了一場反抗新政府土地稅和徵兵法的起義，迫使縣長自殺，該者被認為是曾祖父的弟弟。蜜三郎決定接受一份來自非洲的翻譯員工作，並與與菜採子和解，決定從養護設施帶回他們的孩子。菜採子也決心生下鷹四的孩子並撫養他，兩人離開了四國。

## 作品背景

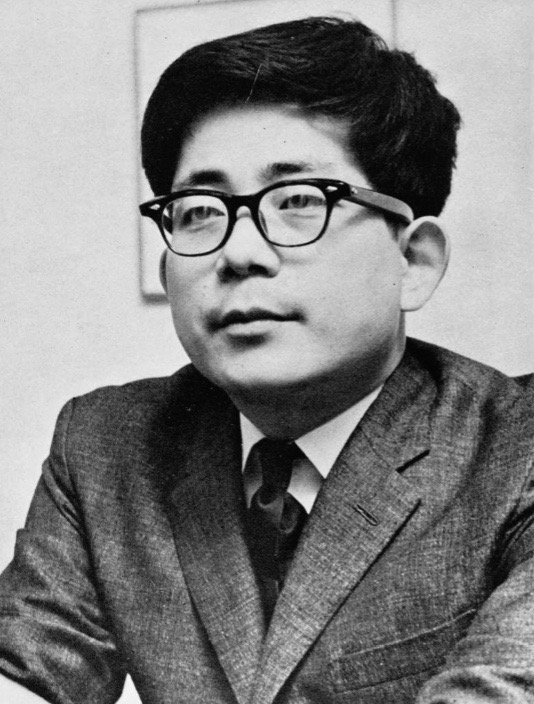
大江健三郎，本小說作者。

自前作《個人的經驗》到本作開始連載以來，大江經歷了近三年的創作空白期。自學生時期出道以來，這是他首次面對寫作停滯的困境。在構思長篇小說後，儘管寫下了多個草稿，卻一直未能順利完成。經過與編輯的深入討論，他決定將作品連載於文學期刊《群像》上，希望借此推動長期停滯的寫作進程。由於他感受到過去小說中编年体敘事的局限性，因此在本作中，採用了全新的時間結構，劃分出短暫的敘事範圍，並引入多種時間序列。例如，故事中交織了「根所兄弟回家度過悲劇結束的短短一段時間」與「跨越百年的長時間段」的敘事手法，這一結構後來成為大江長篇創作的基本模式，也受到威廉·福克納等作家的影響。
大江表示，本作的人物設計分為兩個對立類型：「行動派」與「觀察派」。行動派的角色會親自參與示威活動，並因此受傷；而觀察派則是那些雖然僅止於思考，但仍心情鬱結、因內心困擾而深受傷害的角色。根據這一構思，作者創造了根所蜜三郎與鷹四這對兄弟，這一人物模式不僅限於本作，還延伸至後來的多部作品（如《同時代遊戲》中的兄妹、《懷舊年信》中的K與吉兄、《奇怪的兩人組三部曲》等）。從最簡單的角度來看，蜜三郎似乎是主角，而從流浪汉小说的角度來看，鷹四也可被視為主角。然而，在與秋山骏的訪談中，大江表示，本作的真正主角是曾祖父的弟弟。大江解釋道：「鷹四的自殺並非故事中的重要事件，這部小說的目的是讓讀者在短短的瞬間，通過他們的努力，感受到曾祖父弟弟的影像。因此，當小說提到曾祖父的弟弟在地下室裡忍辱生存時，這一點才是整部作品的關鍵。」
本作品包含了許多複雜的隱喻和象徵，但作者引入了一個簡單且因此具有強烈意義作用的寓言。主角的兄弟姓氏為「根所」，這實際上是將沖繩各個集落的祭祀和政治中心場所「ネンドクルー」以漢字來表示。作中的「屋敷」被寓意性地呈現為位於那片森林中的土地「ネンドクルー」。

## 評價
小說家大岡昇平在《朝日新聞》的文藝時評中寫道：「安保體驗對於部分現代青年而言是切身的，然而這是一個難以在文學形象中結晶的貧瘠主題。然而，大江成功地將其置於具有土俗氣息和歷史視野的背景下，從而創造出一種新的傳奇小說和現代神話。這似乎是他作家生涯中的一個巔峰。」
批評家江藤淳在與大江的對談中，激烈批評了「蜜三郎」等人物名字的不自然，這導致了大江和江藤的決裂關於這場對話，比較文學學者小谷野敦在《江藤淳與大江健三郎》一書中提到，江藤對「主人公根所蜜三郎和鷹四兄弟的名字奇怪」的批評，然而小谷野指出，大江在作品中經常使用奇異的名字，就像《日常生活的冒險》中的主人公斎木犀吉一樣。小谷野進一步指出，江藤因為這些名字而全盤否定《萬延元年的足球》是無理的。他推測，江藤可能在這時已經對「超市天皇」等諷刺天皇的言論產生了強烈的反感。
批評家和哲學家柄谷行人在《大江健三郎的寓言》一文中提出了以下觀點：在第一部分中，柄谷指出，《萬延元年的足球》缺乏固有名稱（他認為「蜜三郎」「鷹四」是主人公性格的象徵性名字），並認為這是因為大江拒絕使用象徵特殊性和普遍性的現代文學思維工具，轉而強調「單獨性」，試圖描繪一個無法還原為超歷史結構的固有時空。第二部分中，柄谷認為，《萬延元年的足球》是唯一一部通過上述寓言框架，展示了自幕末以來的政治與思想動態，並表現了1960年安保鬥爭的核心。柄谷指出，這部作品獨特地捕捉了「根所」的分裂與暴力。
柄谷還在與大江的直接對話中提到，認為《萬延元年的足球》是自萬延以來日本現代某種總結性的作品。他指出，大江之後的代表性作家中，中上健次（《枯木灘》）和村上春樹（《1973年的弹子球》）都受到了這部作品的影響並嘗試從中尋求不同的創作方向。他還指出，大江自己在《懷念的年輕時代》中也再次提到了《萬延元年的足球》，並認為這部作品是日本文學史上一個重要的分水嶺。
批評家淺田彰與柄谷行人、莲实重彦、三浦雅士在討論會《昭和批評的諸問題 一九六五−一九八九》中，對日本（當時1980年代）現代思想進行了事前總結。他指出，吉本隆明在1968年主著《共同幻想論》中試圖探索共同體深層的模式，這與1970年代山口昌男基於人類學的見解重新發現周邊文化深層模式，並試圖重新激活中心的「中心與周邊」理論發想相距不遠。接著，淺田指出，若將視野擴展到小說，這些主題幾乎都在《萬延元年的足球》中先行探討，並認為批評與理論是跟隨其後的。他在討論中指出，《萬延元年的足球》預示了共同體作為革命性狂歡的歷史反復中的變形，並且如果從對山口的敵意視角來看，《萬延元年的足球》在山口之前就提出了「中心與周邊」理論的「可能性中心」，並且進行了解構，而簡化並理論化之後便形成了山口的理論。（注：這是基於大江自己曾公開表示，他學習了山口的理論並寫作了《小說的方法》和《同時代遊戲》，在某段時間，大江深受山口理論的影響，這一點已為普遍理解。）
加州大學柏克萊分校的英國文學與日本文學研究者三好正雄稱《萬延元年的足球》是二十世紀後半期世界上少數不畏複雜性的大規模小說之一。他指出，《萬延元年的足球》以強烈的語言和影像，將讀者引入興奮、抒情與諧謔的交織之中。他還指出，在《萬延元年的足球》中，登場人物的個人性總是與家庭、村莊、國家等外部因素聯繫在一起，從而避免了內向的超歷史神話化。他認為，《萬延元年的足球》進行了對個人與社會、思考與行動、過去與現在的歷史性審視，並探討了1960年安保條約動盪中的日本與美國的政治關係。他稱這部作品為「‘萬延元年’是日本寫給世界讀者的第一部作品──它既是激勵，也是警告，還是祝福。」
文學評論家小川榮太郎批評《毀芽棄子》中所存在的詩意已經消失，技法雖重但人性觀點幼稚，表現出作家的局限性。他給予該作85分（滿分100分），並對其給予較高的評價。

## 電影
該小說曾計畫改編電影，由ATG出品，由吉田喜重執導、别役实編劇，但最終未能實現。

## 另見
- 《萬延元年的橄欖球》：筒井康隆小說，《萬延元年的足球》的戲仿小說。故事設定於櫻田門外之變後，井伊直弼的首級成為各方爭奪的對象。
- 《1973年的彈子球》：村上春樹小說，此書的書名被指出是對《萬延元年的足球》的戲仿。

## 註解
1. ↑  又譯《萬延元年的足球隊》

### 來源
1. ↑  . www.chuko.co.jp.   [2025-01-10].
2. ↑  優, 佐藤. . 文藝春秋 電子版. 2018-09-10  [2025-01-10].
3. ↑  小谷野敦. . 筑摩書房. 2015-02-25. ISBN 9784480435330.
4. ↑  . NobelPrize.org.   [2025-01-10] （美国英语）.
5. ↑  小山, 敏夫; Koyama, Toshio. . 外国語・外国文化研究. 2010-07, (15). ISSN 0287-1327.
6. ↑  大江健三郎. . 新潮社. 2014-03. ISBN 9784101126210.
7. ↑  . 小學館. 1992.
8. ↑  大江健三郎. . 新潮社. 2014-03. ISBN 9784101126210.
9. ↑  尾崎真理子. . 講談社. 2018-10. ISBN 978-4065090015.
10. ↑  大江健三郎. . 新潮社. 2014-03. ISBN 9784101126210.
11. ↑  小谷野敦. . 筑摩書房. 2010-10-15. ISBN 978-4480015013.
12. ↑  . www.chikumashobo.co.jp.   [2025-01-10] （jp）.
13. ↑  . 講談社BOOK倶楽部.   [2025-01-10] （日语）.
14. ↑  大江健三郎、柄谷行人. . 講談社. 2018-07-01. ISBN 978-4065118627.
15. ↑  . www.shinchosha.co.jp.   [2025-01-10] （日语）.
16. ↑  . 国立国会図書館サーチ（NDLサーチ）.   [2025-01-10] （日语）.
17. ↑  . 小學館. 1992.
18. ↑  . www.asukashinsha.co.jp.   [2025-01-10] （日语）.
19. ↑  . Phantastopia〈パンタストピア〉.   [2025-01-10] （日语）.